# 韦斯特拉德
韦斯特拉德是德国石勒苏益格－荷尔斯泰因州的一个市镇。总面积5.63平方公里，总人口464人，其中男性233人，女性231人（2011年12月31日），人口密度82人/平方公里。